# Любительская боксёрская ассоциация Англии
Боксёрская любительская ассоциация Англии (англ. Amateur Boxing Association of England) — ассоциация боксёров-любителей Англии (в Шеффилде). Основана в 1880 году.
Является членом Международной любительской боксёрской ассоциации (МЛБА (AIBA)) и Европейской любительской боксёрской ассоциации (ЕЛБА (EABA)).